# Carl Schorn

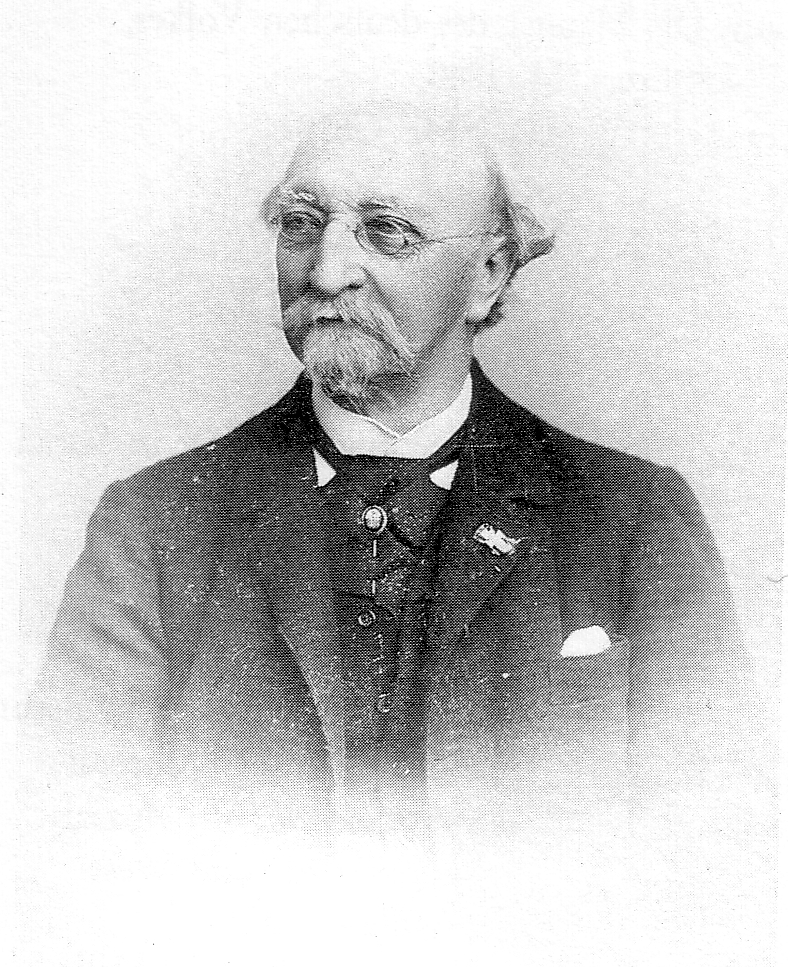
Carl Schorn

Carl Schorn, 1836

Carl Philipp Theodor Schorn (auch Karl Schorn; * 28. November 1818 in Essen; † 10. Dezember 1900 in Bonn) war ein deutscher Jurist und Politiker.

## Leben
Schorn studierte nach seinem Abitur am Königlichen Gymnasium am Burgplatz zu Essen ab 1836 Rechtswissenschaften in Bonn und Berlin. In Bonn war er Mitglied des Corps Guestphalia. 1838/39 leistete er in Berlin seinen Einjährig-Freiwilligen-Dienst ab, den er als Leutnant der Landwehr beendete.
1840 wurde Schorn Kammergerichtsauskultator in Berlin, im gleichen Jahr Land- und Stadtgerichtsauskultator in Essen, 1841 Oberlandesgerichtsauskultator am Oberlandesgericht Hamm, 1842 Landgerichtsreferendar in Köln, 1846 Landgerichtsassessor in Köln. 1847 wurde er zum Studium des Bergwesens in Essen beurlaubt und war in dieser Zeit konsultativer Beisitzer der juristischen Abteilung des Bergamts. 1847 unternahm er eine längere Reise nach Österreich, Oberitalien und die Schweiz, 1848 nach Belgien. Nach seiner Rückkehr 1848 wurde er Nachfolger Jakob Grimms im Frankfurter Parlament, Vom 23. November 1848 bis 26. Mai 1849 war er Mitglied der Frankfurter Nationalversammlung (Fraktion Württemberger Hof).
Im Oktober 1849 wurde Schorn Landgerichtsassessor in Koblenz, 1850 in Bonn, ab 1852 in Elberfeld. 1853 wurde er Staatsprokurator am Landgericht Düsseldorf, 1861 in Trier, 1868 in Bonn. Von 1870 bis 1872 war Schorn Präsident des Kriegsgerichts in Metz. 1873 wurde er Kammerpräsident am Landgericht Saarbrücken, 1878 Landgerichtspräsident in Koblenz. 1883 trat er in den Ruhestand.
1862 und 1867 unternahm Schorn Reisen zu den Weltausstellungen in London und Paris. 1874 folgte noch einmal eine längere Reise durch Italien. Neben seiner beruflichen Tätigkeit zeigte er sich auch kulturgeschichtlichen Fragestellungen interessiert und veröffentlichte dazu mehrere Schriften. 1851 war er Mitgründer des Beethovenvereins in Bonn.
Schorn starb 1900 im Alter von 82 Jahren. Seine teilweise noch erhaltene Grabstätte befindet sich auf dem Kölner Melaten-Friedhof.

## Schriften
- Eiflia sacra. Geschichte der Klöster und geistlichen Stiftungen der Eifel. Bonn 1888. (Digitalisat in der Digitalen Bibliothek Mecklenburg-Vorpommern)
- Lebenserinnerungen. Ein Beitrag zur Geschichte des Rheinlandes im neunzehnten Jahrhundert. 2 Bände. Bonn 1898. ULB Düsseldorf